# Graus
Graus – gmina w Hiszpanii, w prowincji Huesca, w Aragonii, o powierzchni 299,79 km². W 2011 roku gmina liczyła 3595 mieszkańców.